# Dave Eringa
Dave Jones Eringa (Brentwood, 30 de junho de 1971) é um produtor musical, engenheiro de som e multi-instrumentista britânico.
É conhecido por produzir e trabalhar com artistas e bandas como Manic Street Preachers, The Who, Idlewild, Wilko Johnson e Roger Daltrey. Sua ligação com o Manic Street Preachers é mais notável por ter parcerias de longa data com a banda. Eringa produziu vários discos como This Is My Truth Tell Me Yours (1998), Send Away the Tigers (2007) e Futurology (2014). O primeiro single britânico número 1 nas paradas, "The Masses Against the Classes", também foi produzido por Dave.